# Selommes
Selommes je naselje in občina v osrednjem francoskem departmaju Loir-et-Cher regije Center. Leta 2009 je naselje imelo 850 prebivalcev.

## Geografija
Kraj leži v pokrajini Orléanais 25 km severozahodno od Bloisa.

## Uprava
Selommes je sedež istoimenskega kantona, v katerega so poleg njegove vključene še občine Baigneaux, La Chapelle-Enchérie, Coulommiers-la-Tour, Épiais, Faye, Périgny, Pray, Renay, Rhodon, Rocé, Sainte-Gemmes, Tourailles, Villemardy, Villeromain in Villetrun s 3.986 prebivalci (v letu 2010).
Kanton Selommes je sestavni del okrožja Vendôme.

## Zanimivosti
- cerkev Marije Device,
- dolmen Cornevache.